# Неко куца на врата колибе
Неко куца на врата колибе (енгл. Knock at the Cabin) амерички је психолошки трилер из 2023. године. Режију потписује М. Најт Шјамалан, који је написао сценарио уз Стива Дезмонда и Мајкла Шермана. Темељи се на роману Колиба на крају света Пола Г. Тремблеја. Главне улоге тумаче Дејв Батиста, Џонатан Гроф, Бен Олдриџ, Ники Амука Берд, Кристен Цуи, Аби Квин и Руперт Гринт.
Приказан је 3. фебруара 2023. године у Сједињеним Америчким Државама, односно 2. фебруара у Србији. Добио је углавном позитивне оцене критичара.

## Радња
Током одмора у удаљеној колиби, девојчицу Вен и њене родитеље, Ерика и Ендруа, четири наоружана странца узимају за таоце, захтевајући да породица направи незамислив избор како би спречили апокалипсу. Уз ограничени приступ спољашњем свету, чланови породице мораће да одлуче у шта верују, пре него што све буде изгубљено.

## Улоге
| Глумац          | Улога   |
| --------------- | ------- |
| Дејв Батиста    | Леонард |
| Џонатан Гроф    | Ерик    |
| Бен Олдриџ      | Ендру   |
| Ники Амука Берд | Сабрина |
| Кристен Цуи     | Вен     |
| Аби Квин        | Адријан |
| Руперт Гринт    | Редмонд |